# Friedrich August Theodor Winnecke

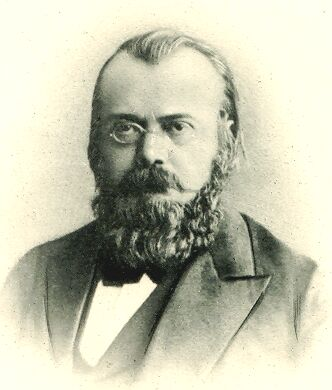
Friedrich August Theodor Winnecke

Friedrich August Theodor Winnecke (* 5. Februar 1835 in Groß Heere bei Hannover; † 3. Dezember 1897 in Bonn) war ein deutscher Astronom.
Nach Abschluss seiner Studien war Winnecke zunächst Assistent an der Berliner Sternwarte und zwischen 1858 und 1867 stellvertretender Direktor der Sternwarte Pulkowa. Danach lebte er längere Zeit als Privatmann in Karlsruhe. Bei der Gründung der neuen deutschen Universität Straßburg wurde Winnecke dort Professor für Astronomie und Direktor der neu errichteten Sternwarte Straßburg.
Trotz der in der Anfangszeit des Instituts sehr beschränkten Mittel gelangte die dort vorhandene alte Sternwarte unter der Leitung Winneckes bald zu hohem Ansehen. Die nach seinen Plänen neu erbaute Sternwarte wurde zu Anfang des 20. Jahrhunderts einer der besten Einrichtungen für astronomische Forschungen in Europa.
Winnecke hatte wesentlichen Anteil an der von Deutschland ausgesandten Expedition zur Beobachtung der Venusdurchgänge 1874, für die er sämtliche Vorarbeiten leitete und auch einen großen Teil der Berechnungen der Ergebnisse selbst durchführte. Seine eigenen Beobachtungen bezogen sich insbesondere auf die Veränderlichen, auf Nebelflecke (Galaxien) und Kometen. Er hat insgesamt 10 Kometen entdeckt, darunter den Kometen 7P/Pons-Winnecke.
Winnecke war seit April 1864 verheiratet mit Hedwig, geborene Dell (1846–1919), einer Nichte von Otto Wilhelm von Struve, nach der der Asteroid (207) Hedda benannt wurde. Sie hatten zwei Söhne und drei Töchter. 1874 wurde er zum Mitglied der Leopoldina gewählt. Seit 1864 war er korrespondierendes Mitglied der Russischen Akademie der Wissenschaften und seit 1879 der Preußischen Akademie der Wissenschaften. Er war Mitglied der Gesellschaft Deutscher Naturforscher und Ärzte.
Winnecke musste schließlich seine Stellung aus gesundheitlichen Gründen 1886 aufgeben. August Winnecke starb am 3. Dezember 1897 in Bonn.
Im Jahr 2010 wurde der Asteroid (215423) Winnecke nach ihm benannt.